# Казачье (Красноперекопский район)
Каза́чье (до 1948 года Но́вый Яланта́ш; укр.  Козаче, крымскотат. Yañı Yalan Tuş, Янъы Ялан Туш) — исчезнувшее село в Красноперекопском районе Республики Крым, располагавшееся в центре района, на левом берегу реки Чатырлык, примерно в 1,5 километрах к северу от современного села Братское.

## История
Впервые в доступных источниках немецкая колония Новый Яланташ (или Ней-Яланташ) встречается в Статистическом справочнике Таврической губернии 1915 года, согласно которому в деревне Ялантуш (Люстиха) Воинской волости Перекопского уезда числилось 12 дворов со смешанным населением в количестве 73 человек приписных жителей и 26 «посторонних», из которых 34 мужчины и 31 женщина. Жители землёй не владели, но за селением числилось 333 десятины удобной земли, в хозяйствах имелось 55 лошадей.
После установления в Крыму Советской власти, по постановлению Крымревкома от 8 января 1921 года № 206 «Об изменении административных границ» была упразднена волостная система, Перекопский уезд переименовали в Джанкойский, в котором был образован Ишуньский район; село включили в состав данного района, а в 1922 году уезды получили название округов. 11 октября 1923 года, согласно постановлению ВЦИК, в административное деление Крымской АССР были внесены изменения, в результате которых округа были отменены, Ишуньский район упразднён и село вошло в состав Джанкойского района. Согласно Списку населённых пунктов Крымской АССР по Всесоюзной переписи 17 декабря 1926 года, в селе Яланташ Новый, Ишуньского сельсовета Джанкойского района, числилось 8 дворов, все крестьянские, население составляло 54 человека, из них 41 немец и 13 украинцев. Постановлением ВЦИК от 30 октября 1930 года был восстановлен Ишуньский район и село, вместе с сельсоветом, включили в его состав. Постановлением Центрального исполнительного комитета Крымской АССР от 26 января 1938 года Ишуньский район был ликвидирован и создан Красноперекопский район с центром в поселке Армянск (по другим данным 22 февраля 1937 года). На подробной карте РККА северного Крыма 1941 года в Новом Ялангиуше отмечено 28 дворов. Вскоре после начала Великой Отечественной войны, 18 августа 1941 года крымские немцы были выселены — сначала в Ставропольский край, а затем в Сибирь и северный Казахстан.
12 августа 1944 года было принято постановление № ГОКО-6372с «О переселении колхозников в районы Крыма», по которому из областей Украинской ССР в район переселялись семьи колхозников. С 25 июня 1946 года селение в составе Крымской области РСФСР. Указом Президиума Верховного Совета РСФСР от 18 мая 1948 года Новый Яланташ переименовали в Казачье. 26 апреля 1954 года Крымская область была передана из состава РСФСР в состав УССР. На 15 июня 1960 года село также числилось в составе Воронцовского сельсовета. Ликвидировано к 1968 году (согласно справочнику «Крымская область. Административно-территориальное деление на 1 января 1968 года» — в период с 1954 по 1968 годы, как село Ильинского сельсовета).